# Petanjci
Petanjci – wieś w Słowenii, w gminie Tišina. W 2018 roku liczyła 607 mieszkańców.